# Il canto del cigno (racconto)
Il canto del cigno (Swan Song) è l'ultimo racconto incluso in Il mistero di lord Listerdale e altre storie, una raccolta di racconti di Agatha Christie senza nessuno dei principali personaggi che ricorrono di solito nei suoi romanzi e racconti, pubblicato per la prima volta nel Regno Unito nel 1934.

## Trama
Madame Paula Nazorkoff, un soprano famosissimo ma dal carattere problematico, si trova a Londra per una serie di brevi apparizioni. Il suo manager, il signor Cowan, ha organizzato cinque apparizioni a Covent Garden, un'apparizione singola all'Albert Hall e una performance della Madama Butterfly nel teatro privato di casa Rustonbury, alla presenza di personaggi reali. Il nome “Rustonbury” risulta familiare a Madame Nazorkoff, che alla fine capisce di averlo letto in un giornale che si trova nella sua stanza d'hotel, al Ritz. Il soprano, ripreso in mano il giornale, diventa immediatamente meno scocciata all'idea di andare a casa Rustonbury, ma pretende che l'opera da rappresentare sia Tosca. Il signor Cowan la sente mormorare “Alla fine, alla fine… dopo tutti questi anni”.
I preparativi a casa Rustonbury si svolgono senza problemi fino a quando il signor Roscari, che doveva fare la parte di Scarpia, si ammala all'improvviso. Lady Rustonbury si ricorda che un suo vicino di casa è Edouard Bréon, un cantante lirico in pensione, e si reca da lui per chiedergli se può fare lui la parte di Scarpia. Lui accetta e si reca a casa Rustonbury. Una volta giunto lì, Bréon comincia a parlare delle rappresentazioni della Tosca a cui ha assistito, affermando che quella più bella è stata resa venti anni prima da una giovane, chiamata Bianca Capelli. La ragazza era innamorata di un giovane implicato nella camorra e aveva implorato Bréon di usare la sua influenza per salvargli la vita, visto che era stato condannato a morte. Bréon afferma di non essere intervenuto perché riteneva che l'uomo fosse una nullità. Dopo l'esecuzione, la Capelli era entrata in un convento. Blanche, la figlia dei Rustonbury, osserva il signor Cowan mentre la Nazorkoff afferma che, per essere russa, non è molto capricciosa.
La recita va benissimo, il pubblico apprezza le performance. Il secondo atto culmina nel momento in cui Tosca pugnala Scarpia. Dopo che il sipario è calato, uno degli attori corre fuori dalle quinte chiedendo di un dottore. Pare che la Nazorkoff sia rimasta così impregnata dal personaggio di Tosca da pugnalare per davvero Bréon! Blanche però la pensa diversamente, la Nazorkoff in realtà era Bianca Capelli, che ha aspettato anni e anni compiere la sua vendetta sull'uomo che aveva lasciato morire il suo unico amore. Così, venuta a sapere tramite il giornale che vicino ai Rustonbury abitava Bréon, la Capelli aveva accettato di recitare nel loro teatro, avvelenando poi Roscari in modo da far chiamare al suo posto l'antico nemico. Mentre la polizia la sta portando via, la Nazorkoff cita un'altra frase tratta da un'opera – “La commedia è finita!”

## Edizioni
- Agatha Christie, Il mistero di Lord Listerdale e altre storie, traduzione di Grazia Griffini, collana Oscar Mondadori, Mondadori, 1982,  p. 262.